# Графрат
Графрат (њем. Grafrath) општина је у њемачкој савезној држави Баварска. Једно је од 23 општинска средишта округа Фирстенфелдбрук. Према процјени из 2010. у општини је живјело 3.567 становника. Посједује регионалну шифру (AGS) 9179125.

## Географски и демографски подаци
Графрат се налази у савезној држави Баварска у округу Фирстенфелдбрук. Општина се налази на надморској висини од 550 метара. Површина општине износи 14,4 km². У самом мјесту је, према процјени из 2010. године, живјело 3.567 становника. Просјечна густина становништва износи 247 становника/km².

## Међународна сарадња
| Мјесто   | Држава   | Врста сарадње | Од    |
| -------- | -------- | ------------- | ----- |
| Наћвола  | Румунија | пријатељство  | 1993. |
| Полгарди | Мађарска | партнерство   | 1996. |
| Извор    |          |               |       |